# DiAx
 (août 2025).
Motif : absence de sources centrées
- Archive Wikiwix
- Bing
- Cairn
- DuckDuckGo
- E. Universalis
- Gallica
- Google
- G. Books
- G. News
- G. Scholar
- Persée
- Qwant
- (zh) Baidu
- (ru) Yandex
- (wd) trouver des œuvres sur Wikidata

| 1. | Préciser le motif de la pose du bandeau. | Précisez le motif de la pose du bandeau en utilisant la syntaxe suivante : {{admissibilité à vérifier\|date=août 2025\|motif=remplacez ce texte par le motif}}            |
| 2. | Informer les utilisateurs concernés.     | Pensez à avertir le créateur de l'article, par exemple, en insérant le code ci-dessous sur sa page de discussion : {{subst:avertissement admissibilité à vérifier\|DiAx}} |

diAx SA était un opérateur de télécommunication suisse, avec siège social à Zürich.

## Histoire
diAx SA était le fruit d'un consortium entre les compagnies suisses d'électricité, la Suisse de Réassurance et l'opérateur américain SBC Communications. Il a vu le jour en 1996 afin de gérer le réseau privé de communication des entreprises d'électricité.
Il recevra une concession GSM à double bande, dans les fréquences 900 MHz et 1800 MHz, par La Commission fédérale de la communication (ComCom)  en avril 1998 pour l'exploitation d'un réseau national de téléphonie mobile.
Le service GSM commercial est lancé entre le 24 et le 25 décembre 1998.
Il a fusionné avec Sunrise le 23 janvier 2001 pour former TDC Switzerland AG plus connu sous la marque Sunrise.

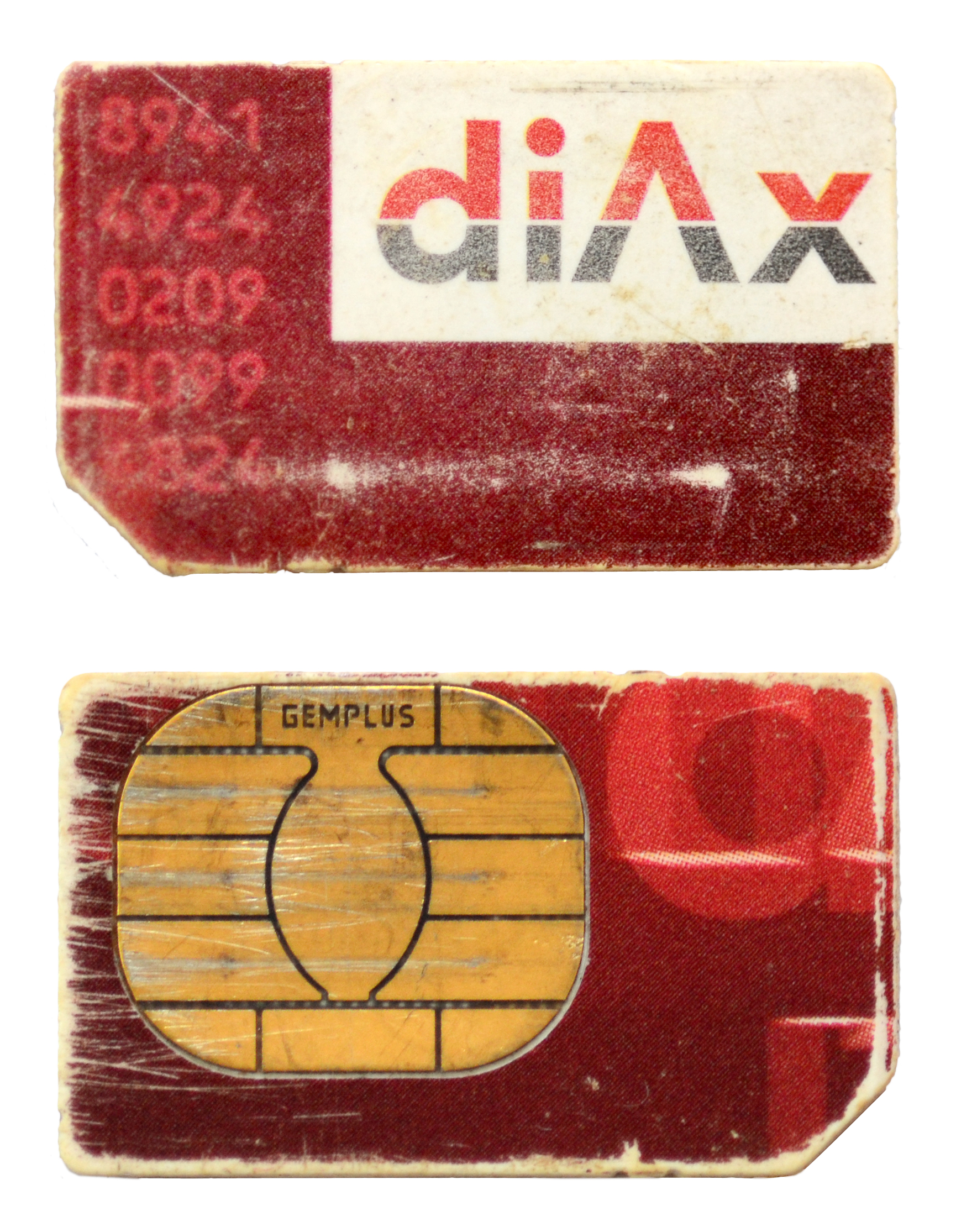
Carte SIM diAx